# جيسيكا لوري
جيسيكا لوري (بالإنجليزية: Jessica Lurie)‏ هي ملحنة أمريكية، ولدت في 3 أكتوبر 1967 في كامبريدج في الولايات المتحدة.

## وصلات خارجية
- جيسيكا لوري على موقع IMDb (الإنجليزية)
- جيسيكا لوري على موقع ميوزك برينز (الإنجليزية)
- جيسيكا لوري على موقع ميوزك برينز (الإنجليزية)
- جيسيكا لوري على موقع أول ميوزيك (الإنجليزية)
- جيسيكا لوري على موقع ديسكوغز (الإنجليزية)